# Tachiarai (Fukuoka)
Tachiarai (jap. 大刀洗町 Tachiarai-machi) ist eine Stadt im Mii-gun in der japanischen Präfektur Fukuoka.

## Geschichte
Am 31. März 1955 schlossen sich die Mura Tachiarai (大刀洗村, -mura), Hongō (本郷村, -mura) und Ōseki (大堰村, -mura) zum Machi Tachiarai zusammen.

## Verkehr
- Straße:
  - Nationalstraße 322, nach Kitakyūshū oder Kurume
  - Nationalstraße 500, nach Beppu oder Tosu
- Zug:
  - Amatetsu Amagi-Linie, nach Kiyama oder Asakura
  - Nishitetsu Amagi-Linie, nach Kurume oder Asakura

## Bildung
In Tachiarai befinden sich die Kikuchi-Grundschule, die Grundschulen Hongō, Ōseki und Tachiarai, sowie die Mittelschule Tachiarai.

## Angrenzende Städte und Gemeinden
- Asakura
- Ogōri
- Kurume
- Chikuzen